# Byłgarska Federacija Leka Atletika
Bułgarska Federacja Lekkoatletyczna (bułg. Българска Федерация Лека Атлетика (БФЛА)) – bułgarska narodowa federacja lekkoatletyczna należąca do European Athletics. Siedziba znajduje się w Sofii, a prezesem jest Dobromir Karamarinow.
Federacja powstała w 1924, a do IAAF przyjęto ją w 1926.